# Lethe pavida
Lethe pavida är en fjärilsart som beskrevs av Hans Fruhstorfer 1908. Lethe pavida ingår i släktet Lethe och familjen praktfjärilar. Inga underarter finns listade i Catalogue of Life.